# ムーブメント連帯
ムーブメント連帯（ムーブメントれんたい）は、かつて存在した日本の新左翼党派の一つ。2000年代に日本赤軍の事実上の後継組織として結成され、2014年5月に解散した。

## 概要
日本赤軍の最高幹部重信房子は、2001年4月に獄中から「日本赤軍の解散」を宣言した。5月には、組織もそれを追認した。しかし、日本赤軍のネットワークは依然として健在であり、同年12月に新左翼組織「連帯」として活動を再開した（後に「ムーブメント連帯」と改名）。2003年には、パレスチナ人民との連帯を標榜し「日本-パレスチナ・プロジェクト・センター（略称:JAPAC）」を発足させた。
2003年5月の「パレスチナに献花を！5・30集会」で、同組織が「リッダ闘争（一般市民への無差別銃撃を行い100人以上の死傷者を出したテルアビブ空港乱射事件のこと）の意義を守り抜き，その犠牲的精神を受け継ぐ」旨を明らかにしているため、公安警察はムーブメント連帯を「極左暴力集団」とみなし、監視を続けている。「ムーブメント連帯のブログ」が事実上の公式サイトとなっている。